# Simulium fuscum
Simulium fuscum är en tvåvingeart som först beskrevs av Rubtsov 1963.  Simulium fuscum ingår i släktet Simulium och familjen knott. Inga underarter finns listade i Catalogue of Life.